# République autonome de Crimée
Pour les articles homonymes, voir Crimée (homonymie) et République de Crimée.
La république autonome de Crimée est de jure une subdivision de l'Ukraine, créée en 1995 à la suite de la dislocation de l'URSS et sous occupation russe depuis février 2014.
La république autonome de Crimée couvre l'ensemble de la péninsule du même nom à l'exception de la partie nord de la flèche d'Arabat qui se trouve dans l'oblast de Kherson, et de la municipalité de Sébastopol qui se retrouve dans la même situation politique sous le statut russe de ville fédérale. La capitale et plus grande ville de la république autonome est la ville de Simferopol. La république autonome de Crimée et Sébastopol sont regroupés en droit ukrainien dans la zone économique libre de Crimée.

## Reconnaissance internationale
Parmi les 193 États membres de l'ONU, l'annexion de la Crimée par la Russie en 2014 est reconnue par seulement onze d'entre eux, en plus de la Russie. Il s'agit de la Biélorussie, de l'Afghanistan, du Venezuela, de la Syrie, du Soudan, de la Corée du Nord, du Zimbabwe, de Cuba, de la Bolivie, du Nicaragua et du Kirghizistan.
Des États non membres de l'ONU comme l'Abkhazie, l'Artsakh, la Transnistrie et l'Ossétie du Sud ont eux aussi déclaré reconnaitre la république de Crimée et la ville fédérale de Sébastopol en tant que sujets fédéraux de la Russie.
Néanmoins, de nombreux pays ne reconnaissent pas cette annexion par la Russie et considèrent que seule la république autonome de Crimée — représentée en Ukraine par un gouvernement en exil — est légitime,. Depuis l'expulsion des autorités ukrainiennes hors de la Crimée, la république autonome a formé un gouvernement en exil.

## Subdivisions administratives
La république autonome de Crimée compte 25 régions réparties en 14 raïons et 11 municipalités qui ont le statut de ville.
Depuis le 18 mars 2014, date de son rattachement à la Russie, Sébastopol a le statut de ville fédérale russe ; Sébastopol ne fait donc pas partie de la république autonome de Crimée. Ce statut est cependant contesté par l'Ukraine à qui la ville était rattachée de 1954 à 2014, ainsi que par un grand nombre de pays.
| 1. Bakhtchyssaraï (chef-lieu : Bakhtchyssaraï) 2. Bilohirsk (chef-lieu : Bilohirsk) 3. Djankoï (chef-lieu : Djankoï) 4. Kirovske (chef-lieu : Kirovske) 5. Krasnohvardiïske (chef-lieu : Krasnohvardiïske) 6. Krasnoperekopsk (chef-lieu : Krasnoperekopsk) 7. Lénine (chef-lieu : Lénine) 8. Nyjnohirskyï (chef-lieu : Nyjnohirskyï) | 9. Pervomaïské (chef-lieu : Pervomaïské) 10. Rozdolné (chef-lieu : Rozdolné) 11. Saky (chef-lieu : Saky) 12. Simferopol (chef-lieu : Simferopol) 13. Sovietsky (chef-lieu : Sovietsky) 14. Tchornomorské (chef-lieu : Tchornomorske) |

| 15. Alouchta 16. Armiansk 17. Djankoï 18. Eupatoria 19. Kertch 20. Krasnoperekopsk | 21. Saky 22. Simferopol 23. Soudak 24. Théodosie 25. Yalta |

## Histoire

La république autonome de Crimée (en jaune) et la ville de Sébastopol (en rose) au sein de la péninsule de Crimée avec au nord le reste de l'Ukraine (en vert) et à l'est la Russie (en gris).

### Création et tensions
La dislocation de l'URSS le 26 décembre 1991 crée des tensions au sein de la population de la péninsule, dans la mesure où celle-ci majoritairement russophone souhaite rester dans le giron de Moscou. Les autorités régionales tentent ainsi de prendre leurs distances avec le gouvernement central de Kiev en proclamant la dissolution de la république socialiste soviétique autonome de Crimée et la création de la république de Crimée le 26 février 1992 ; ses propres lois constitutionnelles sont adoptées le 5 mai. Pendant trois ans, une série de mesures autonomistes et pro-russes, amendements de la constitution, création du poste de président de Crimée, référendum, aboutit à une reprise en main politique de la République par Kiev. Le 17 mars 1995, le président est suspendu ; la constitution est abrogée peu après avec la dissolution de la république de Crimée et la proclamation de la république autonome de Crimée. Ce statut mis en place par Kiev et les autorités régionales ne sera reconnu par la Russie qu'en 1997.
Néanmoins, le 21 octobre 1998, la constitution en vigueur en Crimée depuis 1995 est remplacée par un nouveau texte restreignant l'autonomie de la péninsule. Il en résulte de nouvelles tensions entre pro-russes et pro-occidentaux, aussi bien en Crimée que sur l'ensemble de l'Ukraine, et qui sont dues notamment au statut de la ville de Sébastopol et aux questions relatives à un éventuel retrait de la flotte russe dans cette base hautement stratégique pour Moscou. De nombreuses inquiétudes apparaissent alors quant aux relations entre la Russie et l'Ukraine. En vertu de cette nouvelle constitution entrée en vigueur en 1999, la république de Crimée est une entité administrative et territoriale autonome à l'intérieur de l'État unitaire d'Ukraine. Elle est autonome sur le plan budgétaire vis-à-vis de l'Ukraine. Sa constitution ne peut être modifiée que par la Rada de Crimée.

### Occupation russe
À la suite de la révolte ukrainienne de 2014, la Rada de Crimée proclame le 11 mars l'indépendance de la péninsule vis-à-vis de l'Ukraine. Le 16 mars, la population de Crimée se prononce lors d'un référendum, à une écrasante majorité (contestée) pour un rattachement à la Russie.
Le résultat est reconnu par la Russie, la Biélorussie, le Venezuela, l'Afghanistan et la Syrie, la majorité de la communauté internationale considérant que ce référendum est illégal et revient à une annexion par Moscou, si bien que la république autonome de Crimée continue d'exister de jure bien que de facto, elle ne contrôle plus le territoire qu'elle revendique. Pour cette raison, un gouvernement en exil de la république autonome de Crimée a été formé.